# Israel Oliver
Israel Oliver Peña (Madrid, 16 de diciembre de 1987) es un deportista español que compite en natación adaptada. Ganó cuatro medallas en los Juegos Paralímpicos de Verano en los años 2004 y 2016.
En 2017, se le otorgó la Medalla de Oro de Canarias.

## Palmarés internacional
| Juegos Paralímpicos | Juegos Paralímpicos     | Juegos Paralímpicos | Juegos Paralímpicos          |
| Año                 | Lugar                   | Medalla             | Prueba                       |
| ------------------- | ----------------------- | ------------------- | ---------------------------- |
| 2004                | Atenas (Grecia)         | Medalla de plata    | 4 × 100 m estilos (49 ptos.) |
| 2004                | Atenas (Grecia)         | Medalla de bronce   | 100 m mariposa S12           |
| 2016                | Río de Janeiro (Brasil) | Medalla de oro      | 100 m mariposa S11           |
| 2016                | Río de Janeiro (Brasil) | Medalla de oro      | 200 m estilos SM11           |